# Oltcit
Oltcit (oficial Oltcit S.A.) a fost o marcă și un producător auto româno-francez din România între 1981 și 1991.

## Istoric
Oltcit a apărut ca urmare a unui parteneriat între autoritățile statului român (guvern) și producătorul francez de mașini Citroën. Astfel, un an mai târziu, în 1977, la Craiova, începe construcția unei fabrici moderne pentru construcția unei mașini mici.
În 1979, la expoziția EREN de la București, adică „Expoziția Realizărilor Economiei Naționale”, a fost lansat oficial noul brand de mașini Oltcit, care avea două variante: cu motor de 652 cmc și 36 CP și cu motor de 1130 cmc și 56 CP. Noile mașini Oltcit urmau să fie produse în serie începând cu anul 1980.
În fabrică au fost produse patru versiuni:
- Special - echipat cu un motor de 652 cm³ de la Visa și LNA.
- Club - echipat cu motor de 1129 cmc si cutie de viteze in 4 trepte.
- Club 12 TRS - echipat inițial cu un motor de 1200cc, dar înlocuit cu un motor de 1299cc și cutie de viteze cu 5 trepte; a fost o mașină destinată exportului în Franța, Olanda, Belgia, Ungaria, Cehoslovacia, Polonia, Iugoslavia, Argentina, Uruguay, Paraguay, Ecuador, Venezuela, Costa Rica, Columbia, Siria, Iordania, Egipt, Turcia, Bulgaria.
- Club 12 CS - disponibil din 1993, camionetă cu doua locuri; Motor de 1299 cm³ și o cutie de viteze cu 5 trepte cu rapoarte care favorizează puterea.

Producția continuă sub numele de Oltcit până în 1991, când numele este schimbat în Oltena (totodată este modificată și sigla); deoarece Citroën a decis să se retragă din asociere. Producția acestor versiuni a continuat până la semnarea contractului cu compania Daewoo, când are loc o altă schimbare a numelui, din Oltena în Rodae.
În 1991, prin preluarea acțiunilor Citroën de către statul român, Oltcit devine S.C. Automobile Craiova S.A..

## Evenimente
- 1977 - Se înființează societatea Oltcit din Craiova, ca o companie mixtă româno-franceză (Citroën).[1]
- 1979 - Începe producția de automobile Oltcit.
- 1991 - Oltcit devine S.C. Automobile Craiova S.A prin preluarea acțiunilor Citroën de către statul român.
- 1994 - Se înființează RODAE Automobile Craiova S.A., companie mixtă între S.C. Automobile Craiova S.A. și Daewoo Heavy Industries L.T.D. Coreea (49% + 51%).
- 1994–2006 - S.C. Automobile Craiova S.A. (ACSA) are ca activitate de bază comercializarea diverselor piese de schimb și accesorii pentru automobilele Oltena, Dacia și Daewoo.
- 2008 - Ford Europa, divizie a Ford Motor Company, preia fabrica Daewoo.[2]

## Modele
- Oltcit Club (1982–1986) – modelul era omologat ca Club 11 R-TA
- Oltcit Special (1982–1986)
- Oltcit Club 11R (1986–1991)
- Oltcit Club 11RT (1988)
- Oltcit Club 11RM (1989)
- Oltcit Club 11RL (1989–1993)
- Oltena Club 11RL (1994–1995)
- Oltena 11E (Entreprise; 1994–1995)
- Oltcit Club 12 TRS (1993)
- Oltena Club 12 TRS (1994–1995)
- Oltena Club 11 CS (1993–1995)
- Oltena Club 12 CS (1993–1995)
- Rodae Club (1996)

Prototipuri
- Oltcit Cabrio (1984)
- Oltcit cu 5 uși
- Oltcit Oltina 11R (1989)
- Oltena Club 12 CL (1993)
- Oltcit diesel, motor de Renault 1600 cmc

Citroën
- Citroën Axel (1984–1988)
- Citroën Axel 11R
- Citroën Axel 12 TRS
- Citroën Axel 11 Entreprise
- Citroën Axel 12 TRS Entreprise

## Galerie foto

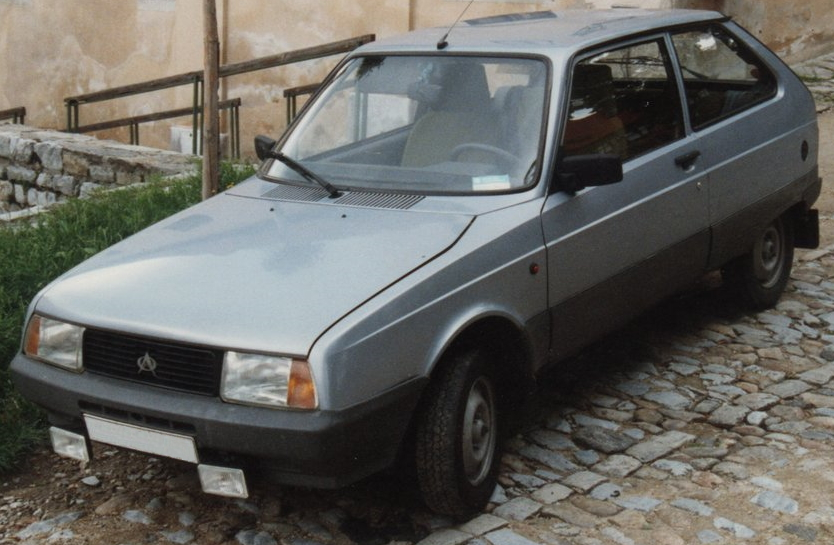
Oltcit Club
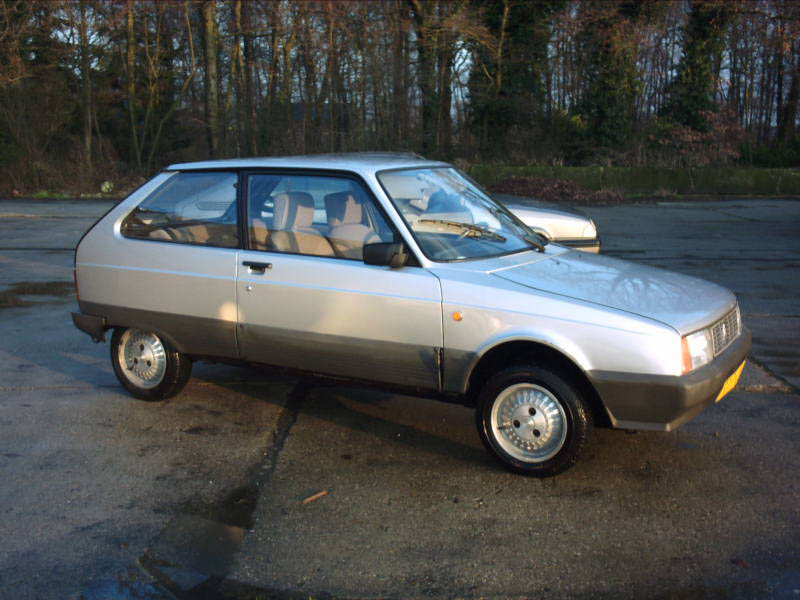
Citroen Axel
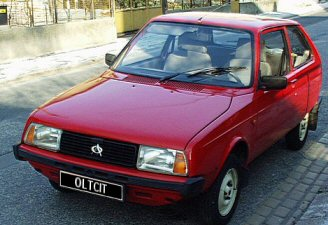
1984 Oltcit Special